# Muserna

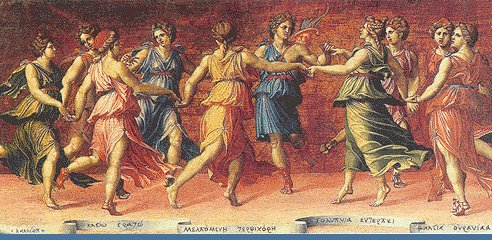
Muserna dansar med Apollo av Baldassare Peruzzi

Muserna (grekiska: Μουσαι, Mousai) var i grekisk mytologi sångens, musikens och skaldekonstens gudinnor. Den romerska motsvarigheten till muserna var camenae. 
Muserna lever kvar i de moderna språken i ord som musik och museum.

## Grekisk mytologi och litteratur
De sägs ofta ha sin hemvist på Olympens norra sluttning och deras förnämsta kultort var berget Helikon i Beotien. De omnämns som gudinnor redan i de tidigaste källorna och tvekade inte att straffa personer som försökte sätta sig upp emot dem (Thamyris i Iliaden på grund av att han försökt överträffa dem i sång). De blev sedermera de gudinnor, vilka inspirerade även andra konstnärer, filosofer och intellektuella.
Muserna tänktes ge människorna sångens gåva som sedan skänker fröjd åt alla och gör att jordelivets sorger försvinner. Efter hand blev det brukligt att betrakta att även andra konster och vetenskaper och varje slag av ideal eller andligt skapande verksamhet stod under sånggudinnornas skydd.
Hos Homeros anropas en eller flera muser utan namn och sägs vara Zeus döttrar. Hos Hesiodos nämns de som döttrar till Zeus och Mnemosyne, minnets gudinna, samt är till antalet nio med individuella namn. De brukar gestaltas i konsten försedda med stående attribut som de erhöll först i den yngre grekiska konsten efter Alexander den stores tid.  Eftersom muserna ofta uppträdde i grupp tillsammans med Apollon kallades han också för musagetes, musernas ledare, och uppträdde i fotsid dräkt med lyra i handen.

## Muserna
- Kleio (latin Clio), historieskrivningens musa - papyrusrulle
- Euterpe, lyriska diktningen - flöjt
- Thaleia (latin Thalia), komedin - komisk mask
- Melpomene (latin Melpomene), tragedin - tragisk mask
- Terpsichore (latin Terpsichore), sången och dansen - lyra
- Erato (latin Erato), lyriken och kärlekspoesin - kithara
- Polymnia (latin Polyhymnia), hymnen eller den med gudstjänsten förbundna heliga sången
- Urania (latin Urania), astronomin - himmelsglob
- Kalliope eller Kalliopeia (latin Calliope), episka poesin och elegiska diktningen - bokrulle eller skrivtavla. Hon betecknas som den förnämsta bland dem alla